# Yumiko Fujii
Yumiko Fujii, född den 24 april 1972 i Gifu, är en japansk softbollspelare.
Hon tog OS-silver vid de olympiska softboll-turneringarna vid olympiska sommarspelen 2000 i Sydney.